# Villa Muñoz

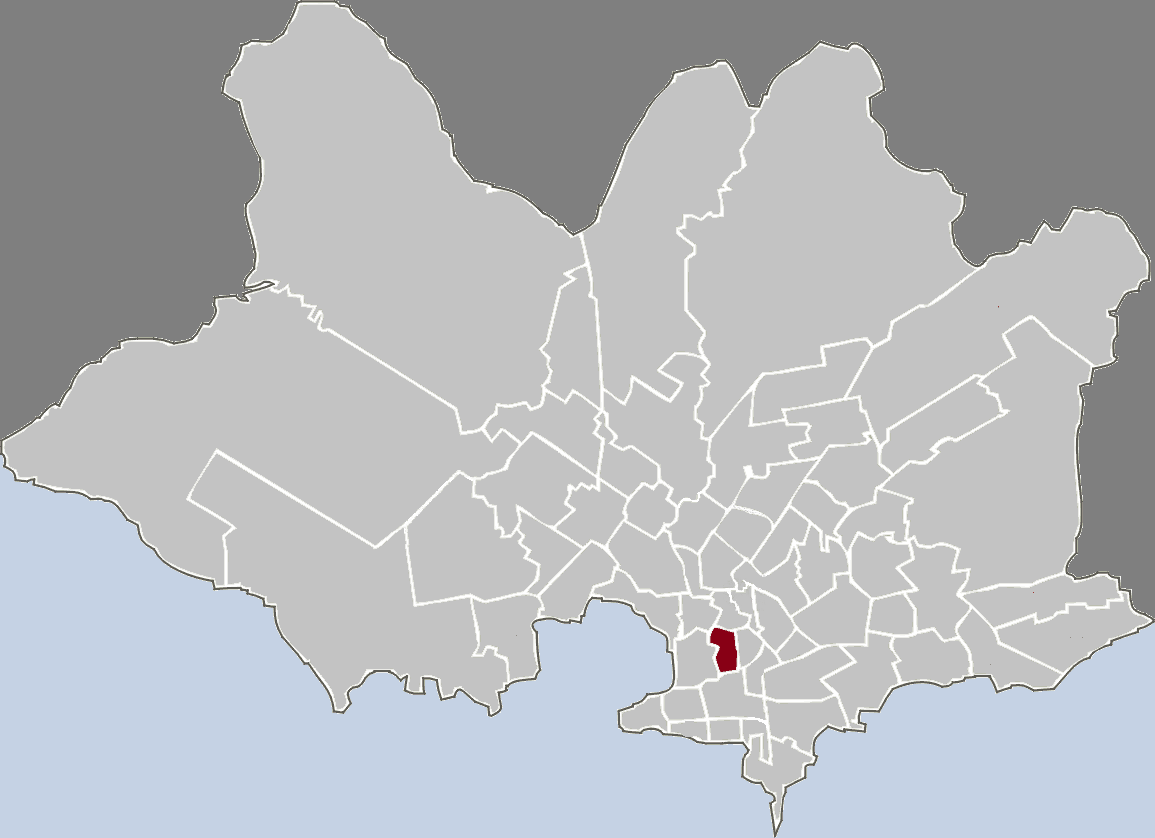
Lage von Villa Muñoz – Retiro in Montevideo

Villa Muñoz, eigentlich Villa José María Muñoz, ist ein Stadtviertel (Barrio) der uruguayischen Hauptstadt Montevideo und Teil des Barrio Villa Muñoz – Retiro.

## Lage
Villa Muñoz ist heute (Stand: 2014) in das Barrio Villa Muñoz – Retiro integriert und befindet sich in der Nähe des Stadtzentrums im zentralen südlichen Teil des Departamentos Montevideo. 

## Geschichte
Die Entstehung des Villa José María Muñoz geht auf die von Emilio Reus gegründete und finanzierte Compañia Nacional de Credito y Obras Públicas im Jahre 1889 zurück. Diese wiederum gründete die Barrios Reus al Norte und Reus al Sur. Das erstere, aus zehn Manzanas bestehende Barrio wurde kurz nach dem Tod des Politikers José María Muñoz auf den Namen Villa José María Muñoz umbenannt. Gebräuchlich ist jedoch die abgekürzte Form des Namens. Zu Beginn des 20. Jahrhunderts war das Barrio bereits mit elektrischer Straßenbeleuchtung ausgestattet und verfügte über breite, gepflasterte Straßen in gutem Zustand. Die seinerzeitige Architektur wird als kompakt und elegante, zweistöckige Geschäftshäuser beinhaltend beschrieben. Zudem gab es eine elektrische Straßenbahn.